# 艾丽西亚·波托
艾丽西亚·波托（英語：Alicia Poto，1978年3月28日—），生于悉尼，澳大利亚女子篮球运动员。她曾代表澳大利亚国家队参加2004年夏季奥林匹克运动会篮球比赛，获得一枚银牌。